# Seyrigella notabilis
Seyrigella notabilis is een rechtvleugelig insect uit de familie Episactidae. De wetenschappelijke naam van deze soort is voor het eerst geldig gepubliceerd in 1951 door Chopard.